# Seleção Saudita de Voleibol Masculino
A seleção saudita de voleibol masculino é uma equipe asiática composta pelos melhores jogadores de voleibol da Arábia Saudita. A equipe é mantida pela Federação de Voleibol da Arábia Saudita (em língua inglesa, Saudi Arabia Volleyball Federation). Encontra-se na 122ª e última posição do ranking mundial da FIVB segundo dados de 22 de julho de 2013.